# 南极辐合带
南極輻合帶（英語：Antarctic Convergence）是環繞南極一週的曲線，是寒冷的南極海和北側較為溫暖的亞南極海海水匯集的水團（oceanic front），在氣象學上則和南極鋒（Antarctic Polar Front, APF）一致。海水溫度越過南極鋒溫度突然下降2~3度，海水中的鹽分濃度也有差異。
南極輻合帶並非如緯度是由人工設定的線，而是如同林木線（tree line）般自然的分界線。南極輻合帶除了在水文學上分隔兩個領域外，更是南極特有的海洋生物相連而不同的氣候區域。南極輻合帶寬度約32～48公里，位於大西洋、太平洋、印度洋南緯48度到61度間。因為季節與經度的差異，輻合帶所在的緯度多少會有偏移，但是差異不會超過30分以上。南極的海水在輻合帶沉到亞南極的海水之下，混合後湧升起來，因此海水的生產力較高（特別是南极磷虾）。
南極輻合帶以北的區域稱為「極地鋒區（Polar Front Zone）」，極地鋒區的北界則稱為「亞南極鋒」。南極輻合帶和亞南極鋒都是「南極環流」的一部分，往東方奔去的強勁洋流。北極因為被陸地包圍，沒有產生類似南極輻合帶的現象。

## 歷史
1675年，安东尼德拉罗氏成為世界上第一個橫切過南極輻合帶的人；世界第一個紀錄南極輻合帶的人則是西元1700年時愛德蒙·哈雷作的紀錄
分界線是會動的，不過保存南極海洋資源的委員會（CCAMLR, Convention for the Conservation of Antarctic Marine Living Resources）曾經於1980年時定義過一次南極輻合帶的範圍。

## 各島嶼的相關位置
位於南極輻合帶以南的島：
- 南昔德蘭群島
- 南奧克尼群島
- 南喬治亞島與南桑威奇群島
- 彼得一世岛
- 布威島
- 赫德島和麥克唐納群島

位於南極輻合帶上的島：
- 凯尔盖朗群岛

位於南極輻合帶以北的島：
- 新西兰亚南极群岛
- 福克蘭群島
- 特里斯坦-达库尼亚群岛
- 果夫岛
- 愛德華王子群島
- 克罗泽群岛
- 阿姆斯特丹島
- 圣保罗岛
- 大火地岛
- 麥夸里島

## 引用來源
1. ↑  （日語） 南極収束線 （页面存档备份，存于）
2. ↑  （日語） 海洋略语辞典 （页面存档备份，存于）
3. ↑  R.K. Headland, The Island of South Georgia, Cambridge University Press, 1984.
4. ↑  Alan Gurney, Below the Convergence: Voyages Toward Antarctica, 1699-1839, Penguin Books, New York, 1998.
5. ↑  Convention for the Conservation of Antarctic Marine Living Resources 1980, Article 1 (4).

## 外部連結

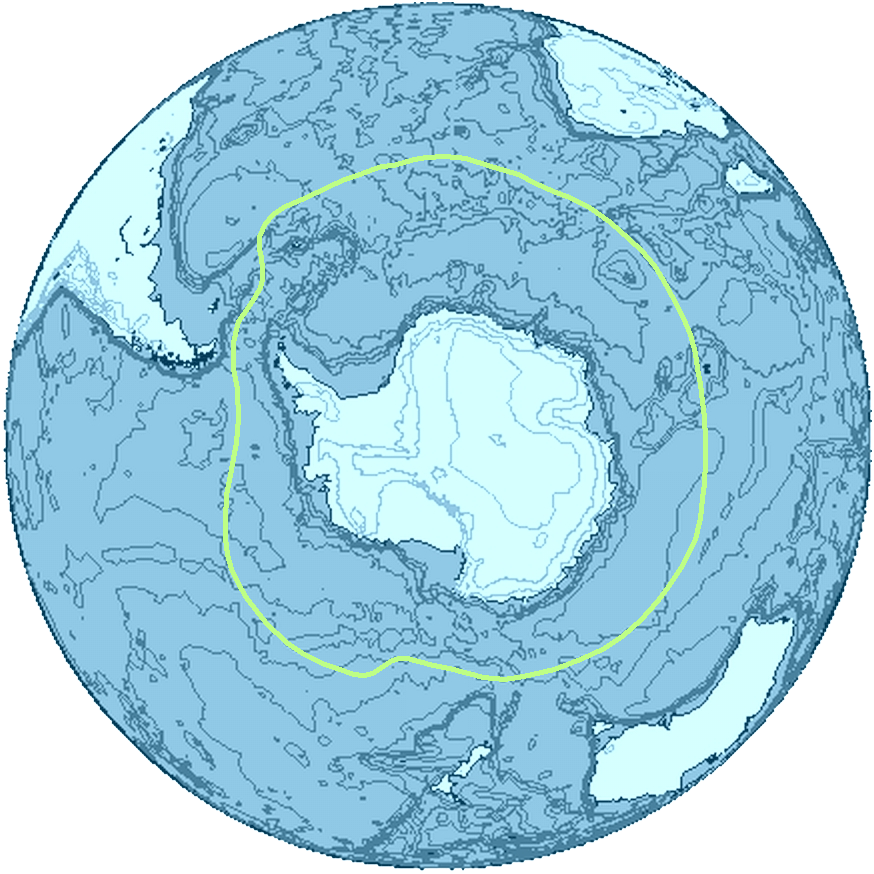
黃綠色的線條即為南極輻合帶

- Map of Antarctic Convergence